# Bulgarien i olympiska vinterspelen 1998
Bulgarien deltog med 19 deltagare vid de olympiska vinterspelen 1998 i Nagano. Totalt vann de en guldmedalj.

## Medaljer

### Guld
- Jekaterina Dafovska - Skidskytte, 15 km.